# كيما (أسوان)
شركة الصناعات الكيماوية المصرية (المعروفة باسم: كيما) تم تأسيسها في 22 مارس 1956 وهي شركة تعمل في قطاع المواد مع التركيز على المواد الكيميائية المتنوعة. يقع مقر شركة كيما في أسوان، مصر .

## نشأة الشركة
صدر قرار تأسيس شركة كيما من رئاسة مجلس الوزراء في 22 مارس 1956 برأس مال قدره 16 مليون جنيه موزعة على ثمانية ملايين سهم قيمة السهم 2 جنيه تمتلكها حالياً الجهات الآتية: "الشركة القابضة للصناعات الكيماوية 56% والهيئات والبنوك وشركات التأمين بـ39% والأفراد 5%"، وتم رفع القيمة الإسمية للسهم إلى 5 جنيهات في 5 نوفمبر 2002 ليصبح رأس المال 40 مليون جنيه وبدأ الإنتاج الفعلي في 22 مايو 1960 بطاقة إنتاجية 1593 طن سماد يوميا بنسبة 20.5% أزوت تعادل 2106 طن سماد يوميا 15.5%.

## مصانع الشركة

### مصنع كيما 1 أسوان
أقيمت مصانع كيما 1 ومدينتها السكنية على مساحة قدرها 946 فدان في الجنوب الشرقي من مدينة أسوان بحوالى أربعة كيلومتر.

### مصنع كيما 2 أسوان
المصنع مقام على مساحة 60 فداناً، ويوفر ما يقرب من 3700 فرصه عمل مباشرة وغير مباشرة و تم تنفيذ المصنع بتكلفة 235 مليون يورو، بتمويل من تحالف بنوك مصرية هي الأهلي ومصر والقاهرة والعربي الإفريقي، بتنفيذ من شركة تكنومنت الإيطالية وشركة أوراسكوم للإنشاءات بتكنولوجيا أمريكية. ويتكون المصنع من ثلاث وحدات رئيسية:

#### المرافق والخدمات
ويتكون من:
- محطة فلترة وتخفيض الغاز الطبيعى، وذلك بهدف تلبية احتياجات المصنع من الغاز الطبيعى التي تبلغ 1.200.000 م مكعب/ يوم بضغط 25 بار.
- محطة معالجة المياه وذلك لإنتاج مياه للعمليات الصناعية المختلفة والمتمثلة في مياه التبريد – مياه منزوعة الأملاح لإنتاج البخار المطلوب للمصانع.
- وحدة إنتاج النتروجين – لإنتاج 600 م مكعب/ س النتروجين اللازم لأغراض التطهير والصناعة وأعمال بدء التشغيل.
- وحدة إنتاج هواء العمليات والأجهزة، والهدف منه إنتاج الهواء اللازم لأعمال النظافة وتشغيل الأجهزة بالموقع.
- محطة إنتاج الكهرباء، والغرض منها إنتاج 27.2 ميجا وات/ س لتلبية احتياجات المصنع من الكهرباء ذاتيا وتصدير الفائض إلى المصنع القديم.
- أبراج التبريد– وذلك لتوفير المياه اللازمة لتبريد العمليات الصناعية المختلفة بمصنع الأمونيا واليوريا.
- محطة الديزل – وتحتوى على عدد (2) ديزل قدرة كل منها 2.5 ميجاوات لتلبية احتياجات المصانع من الكهرباء في حالة الطوارئ وانقطاع الكهرباء.
- شبكة مياه الحريق- لتأمين المصانع في حالة حدوث الحرائق.
- المعامل المركزية- تم إنشاء معمل على أحدث مستوى بأجهزة مختلفة لإجراء التحاليل المطلوبة للعمليات الصناعية والتحكم في جودة المنتج النهائى.
- محطة الربط بين المصنع الجديد- والمصنع القديم – توجد شبكة ربط بين المصنعين لإمداد المصنع القديم باحتياجاته من الأمونيا- البخار-  المياه المعالجة- هواء الأجهزة والعمليات- الكهرباء.
- غرفه التحكم الرئيسية ويتم فيها متابعة ومراقبه العمليات الصناعية والتحكم عن بعد وتشغيل الوحدات الإنتاجية المختلفة.

#### مصنع الأمونيا
ويشتمل على ثلاث مراحل:
- مرحلة إزاله الكبريت من الغاز الطبيعى.
- مرحلة إنتاج الغاز التخليقى (نتروجين - وهيدروجين)، وذلك عن طريق تكسير الغاز الطبيعى في المحول الأول والمحول الثانوى مع ضخ الهواء الجوى كمصدر للنيتروجين بالمحول الثانوى عن طريق ضاغط هواء العمليات الذي يدار بواسطة توربينة غازية، والتي تعتبر أحد الأساليب الجديدة لتوفير استهلاكات الطاقة لمصانع الأمونيا.
- مرحلة تنقية الغاز التخليقى من(مركبات الكربون– الأرجون – الميثان).

#### مصنع اليوريا ومحطة التعبئة
ويتكون من:
- وحدة تخليق اليوريا: وتتم عن طريق إدخال غاز الأمونيا مع غاز ثانى أكسيد الكربون بضغوط 145 بار في مفاعل اليوريا (Pool Reactor) وذلك لإنتاج محلول اليوريا .
- مرحلة التفكيك واسترجاع الغازات غير المتفاعلة وذلك بهدف الحصول على تركيز محلول اليوريا 72%.
- مرحلة التركيز الثانية: وتتكون من مرحلتين للوصول بتركيز محلول اليوريا إلى 98% .
- مرحلة التحبيب: ويتم فيها تحويل محلول اليوريا إلى حبيبات اليوريا بحجم من 2 - 4 مم وهى المنتج النهائى للمصنع بتركيز 46.20 %.
- وحدة التخزين والتعبئة: ويتم فيها تبريد المنتج النهائى وإرساله إلى محطة التعبئة والتي تتكون من عدد 6 سير لتعبئة 240 طن/ ساعة عن طريق السكة الحديد وعربات النقل، وفى حالة توقف محطة التعبئة يتم إرسال المنتج إلى المخزن الرئيسى بسعة 50 ألف طن.

## ملكية الشركة
هيكل المساهمين في  31/3/2019:
- القابضة للصناعات الكيماوية (59.8949%)
- صندوق التأمين الاجتماعي للعاملين بالقطاع الحكومي (25.6061%)
- بنك مصر (5.0213%)
- هيئة الأوقاف المصرية (2.178%)
- صندوق التأمين الاجتماعي للعاملين بقطاع الأعمال العام والخاص (1.25%)
- مصر لتأمينات الحياة (0.197%)
- مصر للتأمين (0.104%)
- بنك ناصر الإجتماعي (0.037%)
- القاهرة الوطنية للاستثمار والاوراق المالية (0.0143%)
- وثائق إستثمار صندوق مؤشر إي جي إكس 30 (0.006%)
- الهيئة الزراعية المصرية (0.002%)
- اتحاد العاملين المساهمين - الصناعات الكيماوية المصرية (0.0019%)
- جمال إسماعيل محمد عبد الفتاح (0.0002%)
- حربي محمد بزيد (0.00%)